# Lac Le Moyne
Der Lac Le Moyne ist ein See im Norden der kanadischen Provinz Québec.

## Lage
Der Lac Le Moyne liegt 150 km südlich der Ungava Bay. Er wird von dem nördlich gelegenen See Lac Hérodier gespeist. Der langgestreckte See mit Nord-Süd-Ausrichtung hat eine Länge von 64 km und eine maximale Breite von 8 km. Er liegt auf einer Höhe von 181 m im Bereich des Kanadischen Schildes. Die Fläche beträgt 233 km². Der Lac Le Moyne wird nach Süden über Lac Kasakamisu, Rivière Bouvart, Lac Nachicapau, Rivière Nachicapau und Rivière Swampy Bay zum Rivière Caniapiscau hin entwässert.

## Etymologie
Der See wurde nach Charles Le Moyne (1626–1685) benannt.